# Tratado de Cantón
El Tratado de Cantón (chino: 中瑞廣州條約, sueco: Fördraget i Kanton) fue el primer tratado entre Suecia-Noruega y el Imperio chino. El tratado fue negociado en marzo de 1847 por Carl Fredrik Liljevalch y Qiying, el virrey de Liangguang, y fue uno de los tratados desiguales entre las potencias occidentales y China que siguió a la primera guerra del Opio.
En realidad, el tratado nunca fue ratificado por representantes chinos, lo que ensombreció la legalidad del resultado, pero entró en vigencia y duró los siguientes 60 años.

## Disposiciones
Sus términos, similares al Tratado de Wanghia de 1844 entre Estados Unidos y China, establecían que Suecia-Noruega tendría los mismos privilegios en China que otras potencias de los tratados, el llamado estado de nación más favorecida. Al igual que los Estados Unidos y el Imperio Británico antes, se otorgó acceso comercial a los cinco puertos de Cantón (Kwangchow), Amoy, Fuzhou, Ningbó y Shanghái. Esto estaba en marcado contraste con las relaciones occidentales anteriores con China, cuando solo Cantón estaba abierto al comercio exterior.
Al igual que otros países occidentales, se otorgaron derechos extraterritoriales a Suecia-Noruega; La jurisdicción sobre los ciudadanos de Suecia y Noruega en los puertos del tratado fue transferida de China a Suecia-Noruega. Además, el tratado permitió que Suecia-Noruega enviara cónsules a China y que su comercio estuviera sujeto a aranceles fijos únicamente. Las disposiciones del tratado permanecieron vigentes hasta el siglo XX, con un nuevo tratado negociado en 1908 por Gustav Oscar Wallenberg, tres años después de la disolución de Suecia-Noruega.